# Campionati norvegesi di sci alpino 2009
I Campionati norvegesi di sci alpino 2009 si sono svolti a Geilo e Oppdal dal 19 marzo al 19 aprile. Il programma ha incluso gare di discesa libera, supergigante, slalom gigante, slalom speciale e supercombinata, tutte sia maschili sia femminili.
Trattandosi di competizioni valide anche ai fini del punteggio FIS, hanno potuto partecipare anche sciatori di altre federazioni, senza che questo consentisse loro di concorrere al titolo nazionale norvegese.

## Risultati

### Uomini

#### Discesa libera
| Pos. | Atleta              | Nazione   | Tempo   |
| ---- | ------------------- | --------- | ------- |
| 1    | Eian Sandvik        | Norvegia  | 1:07,76 |
| 2    | Daniel Ericsson     | Svezia    | 1:07,91 |
| 3    | Jonathan Nordbotten | Norvegia  | 1:07,94 |
| 4    | Kjetil Jansrud      | Norvegia  | 1:07,95 |
| 5    | Fredrick Kingstad   | Svezia    | 1:08,13 |
| 6    | Lars Elton Myhre    | Norvegia  | 1:08,21 |
| 7    | Andreas Romar       | Finlandia | 1:08,45 |
| 8    | Christian Mithassel | Norvegia  | 1:08,55 |
| 9    | Truls Ove Karlsen   | Norvegia  | 1:08,63 |
| 10   | Jørn Lunn Olsen     | Norvegia  | 1:08,70 |

Data: 19 marzo

Località: Oppdal

#### Supergigante
| Pos. | Atleta            | Nazione   | Tempo |
| ---- | ----------------- | --------- | ----- |
| 1    | Hans Olsson       | Svezia    | 54,85 |
| 2    | Lars Elton Myhre  | Norvegia  | 54,97 |
| 3    | Kjetil Jansrud    | Norvegia  | 55,36 |
| 4    | Matts Olsson      | Svezia    | 55,39 |
| 5    | Andreas Romar     | Finlandia | 55,63 |
| 6    | Daniel Ericsson   | Svezia    | 55,79 |
| 7    | Niklas Rainer     | Svezia    | 55,85 |
| 8    | Chriss Salbu      | Norvegia  | 55,95 |
| 9    | Fredrick Kingstad | Svezia    | 55,99 |
| 10   | Truls Ove Karlsen | Norvegia  | 56,12 |

Data: 20 marzo

Località: Oppdal

#### Slalom gigante
| Pos. | Atleta                  | Nazione  | Tempo   |
| ---- | ----------------------- | -------- | ------- |
| 1    | Iver Bjerkestrand       | Norvegia | 1:41,36 |
| 2    | Kjetil Jansrud          | Norvegia | 1:41,71 |
| 3    | Aksel Lund Svindal      | Norvegia | 1:42,16 |
| 4    | Lars Elton Myhre        | Norvegia | 1:42,33 |
| 5    | Hermann Haver-Mathiesen | Norvegia | 1:42,63 |
| 6    | Christian Mithassel     | Norvegia | 1:43,12 |
| 7    | Jonathan Nordbotten     | Norvegia | 1:43,37 |
| 8    | Jesper Riis-Johannessen | Norvegia | 1:43,48 |
| 9    | Andreas Willumsen Haug  | Norvegia | 1:43,49 |
| 10   | Fredrick Kingstad       | Svezia   | 1:43,69 |

Data: 18 aprile

Località: Geilo

#### Slalom speciale
| Pos. | Atleta                  | Nazione  | Tempo   |
| ---- | ----------------------- | -------- | ------- |
| 1    | Axel Bäck               | Svezia   | 1:48,32 |
| 2    | Lars Elton Myhre        | Norvegia | 1:48,75 |
| 3    | Kjetil Jansrud          | Norvegia | 1:49,17 |
| 4    | Matts Olsson            | Svezia   | 1:49,68 |
| 5    | Niklas Rainer           | Svezia   | 1:49,81 |
| 6    | Truls Ove Karlsen       | Norvegia | 1:49,88 |
| 7    | Martin Budal            | Norvegia | 1:50,22 |
| 8    | Tom Dyborn              | Svezia   | 1:50,23 |
| 9    | Hermann Haver-Mathiesen | Norvegia | 1:50,34 |
| 10   | Jesper Riis-Johannessen | Norvegia | 1:50,40 |

Data: 21 marzo

Località: Oppdal

#### Supercombinata
| Pos. | Atleta                | Nazione   | Tempo   |
| ---- | --------------------- | --------- | ------- |
| 1    | Lars Elton Myhre      | Norvegia  | 1:44,98 |
| 2    | Kjetil Jansrud        | Norvegia  | 1:45,76 |
| 3    | Andreas Romar         | Finlandia | 1:45,84 |
| 4    | Matts Olsson          | Svezia    | 1:46,03 |
| 5    | Hans Olsson           | Svezia    | 1:46,22 |
| 6    | Jonathan Nordbotten   | Norvegia  | 1:46,37 |
| 7    | Johan Pietilä Holmner | Svezia    | 1:46,45 |
| 8    | Calle Lindh           | Svezia    | 1:46,46 |
| 9    | Niklas Rainer         | Svezia    | 1:46,64 |
| 10   | Truls Ove Karlsen     | Norvegia  | 1:46,77 |

Data: 20 marzo

Località: Oppdal

### Donne

#### Discesa libera
| Pos. | Atleta                     | Nazione  | Tempo   |
| ---- | -------------------------- | -------- | ------- |
| 1    | Thea Grosvold              | Norvegia | 1:10,82 |
| 2    | Kristina Riis-Johannessen  | Norvegia | 1:10,86 |
| 3    | Lotte Smiseth Sejersted    | Norvegia | 1:11,08 |
| 4    | Ragnhild Mowinckel         | Norvegia | 1:11,83 |
| 5    | Anne Marie Müller          | Norvegia | 1:12,07 |
| 6    | Chloe Margrethe Fausa      | Norvegia | 1:12,08 |
| 7    | Anne Cecilie Brusletto     | Norvegia | 1:12,12 |
| 8    | Synne Sofie Stangeland     | Norvegia | 1:12,28 |
| 9    | Christina Ferlisi Amundsen | Norvegia | 1:12,39 |
| 10   | Aurora Elgesem             | Norvegia | 1:12,47 |

Data: 19 marzo

Località: Oppdal

#### Supergigante
| Pos. | Atleta                    | Nazione  | Tempo |
| ---- | ------------------------- | -------- | ----- |
| 1    | Lotte Smiseth Sejersted   | Norvegia | 55,30 |
| 2    | Kristina Riis-Johannessen | Norvegia | 56,48 |
| 3    | Mona Løseth               | Norvegia | 56,62 |
| 4    | Thea Grosvold             | Norvegia | 56,88 |
| 5    | Kristine Gjelsten Haugen  | Norvegia | 57,03 |
| 6    | Anne Marie Müller         | Norvegia | 57,36 |
| 7    | Nina Løseth               | Norvegia | 57,47 |
| 8    | Thea Hovde                | Norvegia | 57,51 |
| 9    | Ana Maria Stavem          | Norvegia | 57,64 |
| 10   | Annie Winquist            | Norvegia | 57,65 |

Data: 20 marzo

Località: Oppdal

#### Slalom gigante
| Pos. | Atleta                   | Nazione  | Tempo   |
| ---- | ------------------------ | -------- | ------- |
| 1    | Lotte Smiseth Sejersted  | Norvegia | 1:53,17 |
| 2    | Anne Cecilie Brusletto   | Norvegia | 1:53,45 |
| 3    | Chloe Margrethe Fausa    | Norvegia | 1:53,58 |
| 4    | Nina Løseth              | Norvegia | 1:54,03 |
| 5    | Thea Hovde               | Norvegia | 1:54,15 |
| 6    | Anne Marie Müller        | Norvegia | 1:54,26 |
| 7    | Kristine Gjelsten Haugen | Norvegia | 1:54,30 |
| 8    | Mona Løseth              | Norvegia | 1:54,37 |
| 9    | Thea Grosvold            | Norvegia | 1:54,39 |
| 10   | Kristin Graabak          | Norvegia | 1:54,63 |

Data: 19 aprile

Località: Geilo

#### Slalom speciale
| Pos. | Atleta                    | Nazione   | Tempo   |
| ---- | ------------------------- | --------- | ------- |
| 1    | Mona Løseth               | Norvegia  | 1:41,05 |
| 2    | Kristina Riis-Johannessen | Norvegia  | 1:42,17 |
| 3    | Lene Løseth               | Norvegia  | 1:42,53 |
| 4    | Anne Marie Müller         | Norvegia  | 1:43,45 |
| 5    | Anna Swenn Larsson        | Svezia    | 1:43,86 |
| 6    | Annie Winquist            | Norvegia  | 1:44,61 |
| 7    | Sara Hjertman             | Svezia    | 1:44,74 |
| 8    | Sara Partanen             | Finlandia | 1:44,83 |
| 9    | Trine Bakke               | Norvegia  | 1:45,10 |
| 10   | Thea Grosvold             | Norvegia  | 1:45,41 |

Data: 21 marzo

Località: Oppdal

#### Supercombinata
| Pos. | Atleta                    | Nazione  | Tempo   |
| ---- | ------------------------- | -------- | ------- |
| 1    | Lotte Smiseth Sejersted   | Norvegia | 1:44,52 |
| 2    | Kristina Riis-Johannessen | Norvegia | 1:45,31 |
| 3    | Lene Løseth               | Norvegia | 1:45,41 |
| 4    | Mona Løseth               | Norvegia | 1:45,43 |
| 5    | Nina Løseth               | Norvegia | 1:45,44 |
| 6    | Anne Marie Müller         | Norvegia | 1:46,58 |
| 7    | Thea Hovde                | Norvegia | 1:46,58 |
| 8    | Anne Cecilie Brusletto    | Norvegia | 1:46,74 |
| 9    | Charlotte Hansen-Tangen   | Norvegia | 1:47,15 |
| 10   | Kristine Gjelsten Haugen  | Norvegia | 1:47,29 |

Data: 20 marzo

Località: Oppdal